# إليزابيث هنتر هولت
إليزابيث هنتر هولت (بالإنجليزية: Elizabeth Hunter Holt) هي ناشرة أمريكية، ولدت في 1726، وتوفيت في 1788.